# All'ovest di Sacramento
All'ovest di Sacramento (Le Juge) è un film del 1971 diretto da Jean Girault e Federico Chentrens.